# Julie Deiters
Julie Bénédicte Deiters (* 4. September 1975 in Meudon, Frankreich) ist eine ehemalige niederländische Hockeyspielerin. Sie gewann mit der niederländischen Nationalmannschaft die olympische Bronzemedaille 2000 und war Weltmeisterschaftszweite 1998 sowie Europameisterin 1999.

## Sportliche Karriere
Die 1,65 m große Julie Deiters wirkte von 1997 bis 2001 in 117 Länderspielen mit und erzielte 15 Tore.
Die Verteidigerin belegte mit der Nationalmannschaft den dritten Platz bei der Champions Trophy 1997. Bei der Weltmeisterschaft 1998 in Utrecht gewannen die Niederländerinnen ihre Vorrundengruppe und schlugen die deutsche Mannschaft im Halbfinale mit 6:1. Im Endspiel unterlagen die Niederländerinnen den Australierinnen mit 2:3, wobei Deiters im Finale einen der beiden Treffer für ihre Mannschaft erzielte.
Bei der Champions Trophy 1999 in Brisbane siegten die Australierinnen mit 2:1 gegen die Niederländerinnen. Bei der Europameisterschaft 1999 in Köln kam Deiters in allen sieben Spielen zum Einsatz. Nach fünf Siegen in der Vorrunde gewannen die Niederländerinnen im Halbfinale gegen das englische Team nach Verlängerung. Im Finale besiegten die Niederländerinnen die deutsche Mannschaft mit 2:1.
Nach dem Sieg bei der Champions Trophy 2000 gehörte Deiters auch zum Kader für die Olympischen Spiele 2000 in Sydney. Beim Turnier belegten die Niederlande in der Vorrunde den dritten Platz und erreichten damit die Hauptrunde. Mit einem Sieg und zwei Niederlagen platzierten sich die Niederländerinnen in der Hauptrunde auf dem vierten Platz und spielten gegen die spanische Mannschaft um Bronze. Dieses Spiel gewannen sie mit 2:0. Deiters war in allen acht Spielen dabei. Die Champions Trophy 2001 war für Julie Deiters das letzte Turnier im Nationaltrikot, die Niederländerinnen belegten den zweiten Platz hinter den Argentinierinnen.
Deiters spielte beim Amsterdamsche Hockey & Bandy Club.